# Кукоби
Кукоби́ — село в Україні, в Оболонській сільській громади Кременчуцького району Полтавської області. Населення становить 37 осіб. 

## Географія
Село Кукоби знаходиться на лівому березі річки Сула, вище за течією на відстані 1 км розташоване село Гаївка, нижче за течією на відстані 2,5 км розташоване село Горошине, на протилежному березі — село Чутівка (Золотоніський район). Річка в цьому місці звивиста, утворює лимани, стариці (Відпильна) та заболочені озера.

## Населення

### Мова
Розподіл населення за рідною мовою за даними перепису 2001 року:
| Мова       | Кількість | Відсоток |
| ---------- | --------- | -------- |
| українська | 37        | 100%     |